# Kor
 For alternative betydninger, se Kor (flertydig). (Se også artikler, som begynder med Kor)
Et kor (nogle gange kaldet et sangkor) er en gruppe af sangere. Der er skrevet mange både klassiske og rytmiske værker for kor.
I et kor kan der synges unisont, men det er almindeligt at synge flerstemmigt. Ved flerstemmig sang i blandet kor deles sangerne typisk ind efter stemmerne sopran, alt, tenor og bas. Mandskor deles op i 1. og 2. tenor og 1. og 2. bas. 
Et kor kan synge uden akkompagnement (a cappella), ledsaget af et eller flere musikinstrumenter eller af et orkester.
Et kor dirigeres oftest af en korleder (dirigent). Et kor, der synger uden dirigent, kaldes også for en vokalgruppe.

## Typer af kor
Man kan opdele kor efter forskellige kriterier:

### Alder
- Børnekor
- Ungdomskor
- Voksenkor

### Køn
- Ligestemmige kor
  - Pigekor (SSA)
  - Drengekor (SSA)
  - Damekor (SSAA)
  - Mandskor (TTBB)
- Blandet kor
  - Kor (voksenkor) (SATB)
  - Drenge- og mandskor (SATB)

### Antal sangere
- Kammerkor (12-40 sangere)
- (Stort) kor (30-80 sangere)
- Gospelkor

## Amatørkor
Korsang dyrkes af mange mennesker som en hobby. Man behøver ikke at kunne spille et instrument eller læse noder for at synge i kor. 

## Danske professionelle kor
I et professionelt kor er alle sangerne lønnede, dog er alle sangere ikke nødvendigvis konservatorieuddannede. Der findes en række professionelle, klassiske kor i Danmark. De fleste danske professionelle kor er tilknyttet kirker eller offentlige enheder.

### Blandede voksenkor
- Ars Nova Copenhagen
- Den Jyske Operas Kor
- Det Kongelige Operakor
- DR Koncertkoret
- DR VokalEnsemblet
- Sankt Annæ Koncertkor

### Drenge- og mandskor
- Det Danske Drengekor
- Herning Kirkes Drengekor
- Københavns Drengekor
- Roskilde Domkirkes Drengekor

### Pigekor
- Det Danske Pigekor
- DR PigeKoret
- Sankt Annæ Pigekor
- Nordjysk Pigekor
- Mariagerfjord Pigekor
- Roskilde domkirkes pigekor